# Armata della Repubblica di Bosnia ed Erzegovina
L'Esercito della Repubblica di Bosnia ed Erzegovina (in bosniaco Armija Republike Bosne i Hercegovine o ARBiH) spesso indicato come Esercito bosniaco, era la forza militare della Repubblica di Bosnia ed Erzegovina. Venne istituito dal governo della Bosnia ed Erzegovina nel 1992 in seguito allo scoppio della guerra bosniaca. Dopo la fine della guerra e la firma dell'accordo di pace di Dayton nel 1995, venne trasformato in Esercito della Federazione di Bosnia ed Erzegovina. L'ARBiH era l'unica forza militare sul territorio della Bosnia ed Erzegovina riconosciuta legale da altri governi. Ai sensi della legge sulla riforma della difesa dello Stato, le due forze presenti nel Paese (l'altra era l'Esercito della Repubblica Serba di Bosnia ed Erzegovina) vennero unificate in un'unica struttura, le forze armate della Bosnia ed Erzegovina (OSBiH), rendendo defunti gli eserciti delle entità.

## Storia

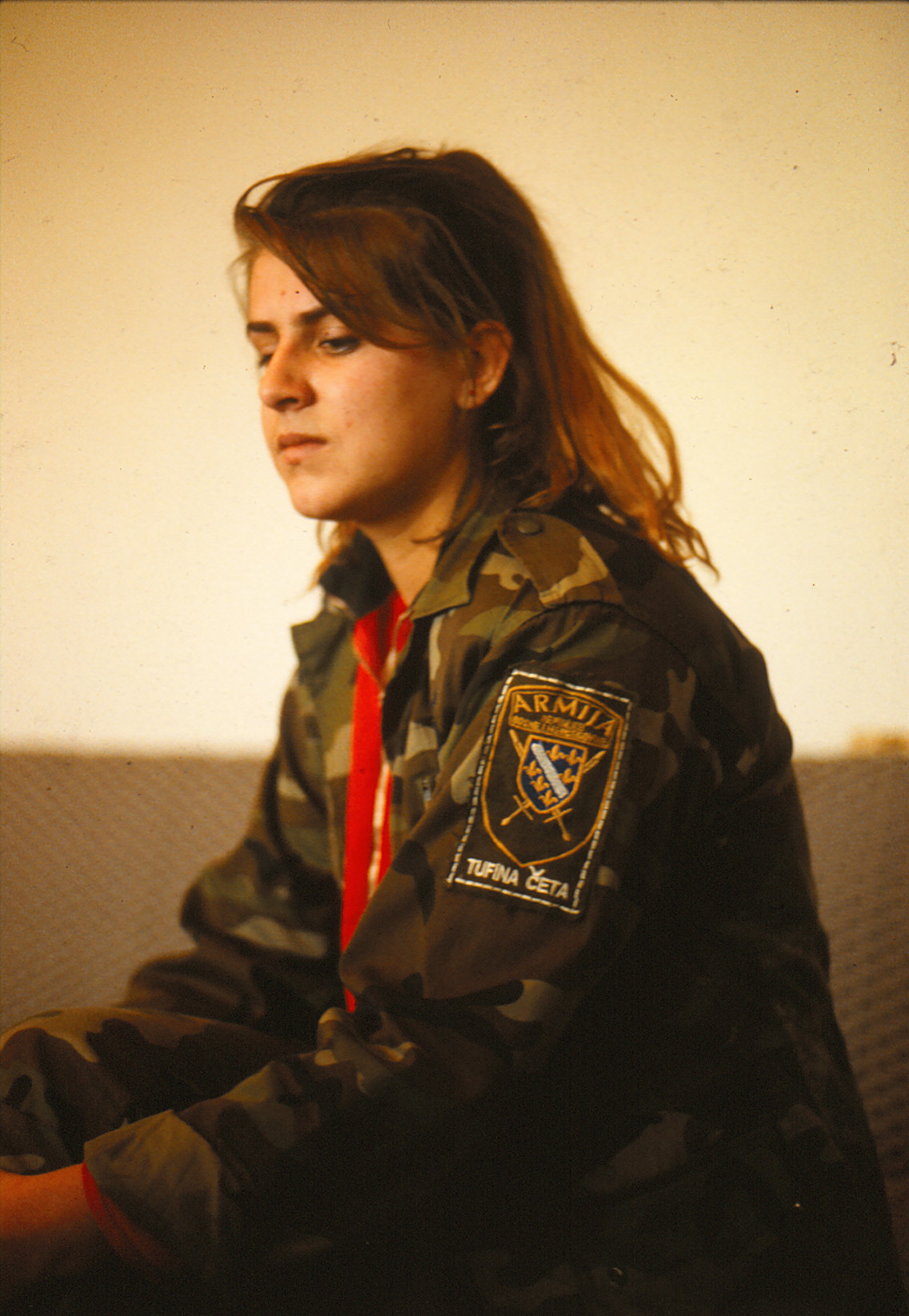
Coscritto dellArmija RBiH a Visoko nel 1992

### Creazione e composizione
L'Esercito della Repubblica di Bosnia ed Erzegovina venne formato il 15 aprile 1992, durante i primi giorni della guerra bosniaca. Prima della creazione ufficiale dell'ARBiH, vennero istituiti numerosi gruppi paramilitari e dii protezione civile. La Lega Patriottica (PL) e la Forza di difesa territoriale della Repubblica di Bosnia ed Erzegovina (TORBIH) erano l'esercito ufficiale mentre erano attive anche unità paramilitari come gli Zelene Beretke (Berretti Verdi) e i Crni Labudovi (Cigni Neri). Altri gruppi irregolari includevano gruppi della mafia bosniaca, nonché raccolte di poliziotti ed ex soldati dell'Armata Popolare Jugoslava.
L'esercito si formò in condizioni sfavorevoli e soffrì di un rifornimento di armi molto limitato. Le carenze critiche includevano i carri armati ed altre armi pesanti. Il primo comandante dell'esercito fu Sefer Halilović.

### 1992
Nel 1992, l'ARBiH stava perdendo la maggior parte delle battaglie e, di conseguenza, il 70% della Bosnia era sotto il controllo dell'Armata Popolare Jugoslava (JNA), in seguito dell'Esercito serbo-bosniaco (VRS). Sarajevo era sotto assedio. L'ARBiH aveva difeso Sarajevo con armi leggere. L'esercito era circondato e il trasferimento dei rifornimenti era difficile, se non impossibile. Tuttavia, le forze dell'ARBiH all'interno della sacca di Bihac stavano costantemente difendendo il territorio nonostante fossero circondate da forze ostili.

### 1993
Il 1993 non vide grandi cambiamenti in prima linea contro i serbi. Invece, quest'anno segnò l'inizio della guerra croato-bosniaca nella Bosnia centrale e in Erzegovina, in particolare la regione di Mostar. Sotto pressione e contenute dalle forze serbe pesantemente armate in Bosnia-Erzegovina e in Croazia, le forze della milizia etnica croata, il Consiglio di difesa croato (HVO), spostarono la loro attenzione dalla difesa delle loro parti della Bosnia dai serbi alla tentazione di conquistare il territorio rimanente detenuto dall'esercito bosniaco. È opinione diffusa che ciò fosse dovuto all'accordo di Karađorđevo raggiunto tra i presidenti Slobodan Milošević e Franjo Tuđman per dividere la Bosnia tra la Croazia e la Serbia. Per raggiungere questo obiettivo, le forze croate avrebbero dovuto sconfiggere l'esercito bosniaco, poiché il territorio che volevano era sotto il controllo del governo bosniaco. L'HVO, con grande impegno da parte dei militari della Repubblica di Croazia e il sostegno materiale dei serbi, attaccò la popolazione civile bosniaca in Erzegovina e nella Bosnia centrale, avviando una pulizia etnica dei territori popolati della Bosnia, come nella pulizia etnica della valle di Lašva.
Le forze bosniache ampiamente mal equipaggiate, combattendo su due fronti, furono in grado di respingere i croati e ottenere territorio contro di loro su tutti i fronti. A quel tempo, a causa della sua posizione geografica, la Bosnia era circondata da forze croate e serbe da tutte le parti. Non c'era modo d'importare armi o cibo. Ciò che salvò la Bosnia in quel momento fu il suo vasto complesso industriale (acciaio e altre industrie pesanti), che fu in grado di passare alla produzione militare. Dopo una breve ma sanguinosa guerra, e una volta che i croati si resero conto che la loro collaborazione con i serbi non avrebbe portato loro alcun vantaggio territoriale, accettarono l'accordo di pace del "Trattato di Washington" della leadership americana. Da quel momento in poi, le forze governative croate e bosniache combatterono come alleati contro i serbi.

### 1994
Venne concordata una rinnovata alleanza tra l'HVO e l'ARBiH, con l'obiettivo di formare una forza forte in grado di combattere il VRS molto più forte e meglio equipaggiato. Questo fu il momento di frequenti negoziati di pace.

### 1995
Nonostante la perdita di diversi enclavi, in particolare Srebrenica, il 1995 fu caratterizzato dalle offensive del HVO e dell'ARBiH e successivamente dall'intervento NATO. A seguito dell'accordo di Spalato, l'esercito croato, con la cooperazione di ARBiH e HVO, lanciò una serie di operazioni: Flash, Summer '95, Storm e Mistral 2. Insieme, le forze bosniache lanciarono operazioni come Sana. Gli eserciti bosniaco e croato erano all'offensiva in questa fase, conquistarono tutta la Bosnia occidentale e la capitale serba Banja Luka fu seriamente minacciata poiché entrambe le forze erano a 20 km fuori città, fino a quando i negoziati di pace fermarono ulteriori spargimenti di sangue.
Da agosto a dicembre 1995, le forze serbe vennero sconfitte e cacciate dalla maggior parte della Croazia e della Bosnia occidentale e la popolazione etnica serba fuggì da queste parti.
In seguito al secondo massacro di Markale, venne lanciato un intervento della NATO, che distrusse gran parte dell'infrastruttura dei VRS in pochi giorni attraverso l'operazione Deliberate Force. La guerra finì con la firma dell'accordo di Dayton.

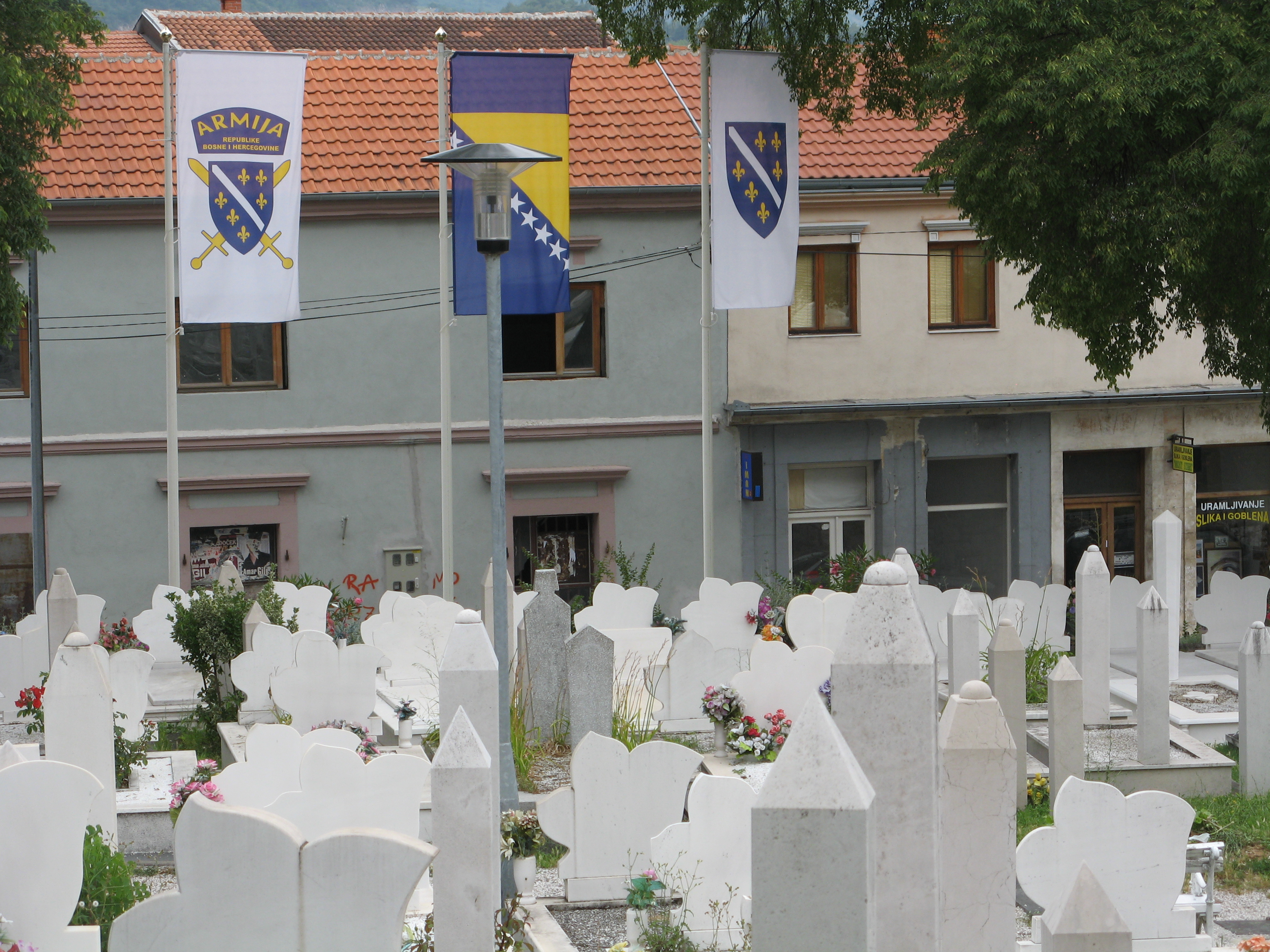
Un cimitero a Mostar che batte la bandiera dell'Esercito della Repubblica di Bosnia ed Erzegovina (a sinistra), la bandiera della Bosnia ed Erzegovina e la bandiera della Repubblica di Bosnia ed Erzegovina

## Organizzazione dell'esercito ed ufficiali comandanti

### Prima della centralizzazione
La leadership politica di Sarajevo s'incontrò a Mehurici per decidere le alternative se la Slovenia e la Croazia avessero dovuto seguire i loro piani dichiarati per dichiarare l'indipendenza. Dopo questa riunione del consiglio Hasan Cengic incontrò Rusmir Mahmutcehajic per proporre la formazione di una forza paramilitare che sarebbe stata un'aggiunta al SDA. Una volta approvata da Alija Izetbegvic si costituì la prima organizzazione di difesa nota come "Lega Patriottica". Un'altra forza paramilitare nota come "Berretti Verdi" sarebbe stata formata dalla gente per aiutare i luoghi dove non vi era alcuna difesa organizzata dall'autorità locale. Quando la Bosnia dichiarò l'indipendenza, venne istituita la "Difesa Territoriale" come esercito ufficiale dello stato e la Lega Patriottica venne integrata un mese dopo. L'esistenza di altri gruppi armati avrebbe portato il governo a richiedere l'unificazione di tutte le entità armate in una formazione creando una forza armata ufficiale. Questa richiesta di riforma non durerà a lungo poiché tutte le altre entità, tranne quelle dei separatisti, si uniranno per costituire un esercito centralizzato. L'esercito appena riformato sarebbe stato ancora noto come "Difesa Territoriale" fino a luglio, quando venne ufficialmente istituito l'Esercito della Repubblica di Bosnia ed Erzegovina.

### Forze paramilitari e di difesa
| Nome                                        | Quartier generale                     | Informazioni |
| ------------------------------------------- | ------------------------------------- | --- |
| Lega Patriottica di Bosnia ed Erzegovina    | Sarajevo                              | La Lega Patriottica fu la prima forza paramilitare organizzata creata per difendere la nazione in caso di aggressione da parte di militanti anti-bosniaci. |
| Difesa Territoriale di Bosnia ed Erzegovina | Sarajevo                              | La Forza di difesa territoriale della Repubblica di Bosnia ed Erzegovina (Teritorijalna odbrana Bosne i Hercegovine (TO BiH) fu la prima forza armata ufficiale della Bosnia ed Erzegovina all'inizio della guerra in Bosnia. Essa alla fine si trasformò in Esercito della Repubblica di Bosnia ed Erzegovina. |
| Berretti Verdi                              | Sarajevo                              | I Berretti Verdi erano un'organizzazione paramilitare fondata a Sarajevo. Alla fine vennero integrati nell'esercito di recente costituzione della Repubblica di Bosnia ed Erzegovina. Il nome venne usato come termine dispregiativo per i bosniaci dai serbi durante la guerra, poiché molti membri del personale all'interno dell'unità militare erano musulmani. |
| Divisione Handzar                           | Sisak, Draganic, Jastrebarsko & Buzim | La Divisione Handzar venne formata dal governo croato come forza paramilitare segreta composto da bosniaci, albanesi ed altri volontari. Addestrata ed equipaggiata in Croazia, l'unità combatté anche lì nelle prime fasi della guerra croata. Con l'aiuto dei servizi segreti croati, i soldati vennero trasportati in Bosnia dove combatterono nelle normali unità dell'esercito e della polizia. |
| Forze di difesa croate                      | Ljubuski                              | Le Forze di difesa croate furono una forza paramilitare formata in Croazia dal Partito Croato dei Diritti che fungeva da ala militare. Le unità stabilite in Bosnia combatteranno a fianco delle forze bosniache e croate. Il comandante della forza paramilitare in Bosnia accettò la subordinazione con lo stato maggiore dell'esercito bosniaco. Questa scelta lo avrebbe fatto assassinare dalla fazione anti-bosniaca nel Consiglio di difesa croato. Con l'aumentare dei morti questa forza armata svanì lentamente e le poche unità sarebbero state assorbite e riorganizzate nell'esercito bosniaco. |
| Consiglio di difesa croato di Sarajevo      | Sarajevo                              | Il Consiglio di difesa croato di Sarajevo venne istituito come rappresentante politico e militare del popolo croato a Sarajevo. L'organizzazione di Sarajevo era collegata al resto del Consiglio di difesa croato. Quando i separatisti croato-bosniaci combatterono contro le forze governative bosniache questa formazione non s'impegnò. Alla fine, venne abolito e riformato nella brigata croata "Re Tvrtko" all'interno del I Corpo d'armata dell'esercito bosniaco. |

### Dopo la centralizzazione
Il nuovo esercito venne diviso in corpi d'armata, ciascuno di stanza in un particolare territorio. Nel 1993, la maggior parte delle brigate vennero ribattezzate Truppe di montagna dato che la mancanza di armi pesanti rese organizzativamente inutile elencarle come fanteria o fanteria motorizzata. Inoltre, il terreno bosniaco favoriva la fanteria leggera rispetto alle formazioni corazzate e meccanizzate. Le forze speciali a fianco della polizia militare erano controllate direttamente dallo stato maggiore dell'esercito, ma ciò non negava ancora che formazioni di unità più piccole di op. spec. e battaglioni di polizia militare o brigate specificatamente si formassero in modo indipendente nei corpi d'armata.

### Corpi d'armata e divisioni indipendenti
| Nome                                | Quartier generale | Informazioni |
| ----------------------------------- | ----------------- | --- |
| I Corpo d'armata                    | Sarajevo          | Questo corpo d'armata fu il primo ad essere formato nel 1992 e prestò servizio nella protezione di Sarajevo durante l'assedio. |
| II Corpo d'armata                   | Tuzla             | Questo corpo d'armata si formò nel 1992 ed ebbe un grande successo nel tenere l'area di Tuzla e in operazioni come "Operazione Vozuća". Questo era anche l'unico corpo d'armata che ebbe un collegamento diretto in una sola volta durante la guerra con l'81ª Divisione indipendente. Il corpo d'armata era attivo nella regione di Tuzla.                                                                                          |
| III Corpo d'armata                  | Zenica            | Il corpo d'armata si formò nel 1992 e, a causa del rapido cambiamento dei combattimenti, vennero liberate città come Vareš. Il corpo d'armata era attivo all'interno della Bosnia centrale. |
| IV Corpo d'armata                   | Mostar            | Il corpo d'armata era famoso per la difesa riuscita della città di Mostar. Il corpo d'armata venne formato nel 1992 e collaborò anche con le Forze di difesa croate. Nonostante ciò, il corpo d'armata era attivo e responsabile delle operazioni all'interno della regione di Mostar in Bosnia Centrale durante la guerra croato-bosniaca.                                                                                          |
| V Corpo d'armata                    | Bihać             | Il V Corpo d'armata formato nel 1992 fu uno dei corpi più organizzati e decorati all'interno dell'esercito. Il corpo d'armata era attivo all'interno della Bosnia occidentale (nella regione di Bosanska Krajina vicino a Bihać) e fu responsabile della liberazione di gran parte del territorio controllato dalla Repubblica di Bosnia ed Erzegovina in operazioni come: Operazione Mistral 2, Operazione Storm e Operazione Sana. |
| VI Corpo d'armata                   | Konjic            | Costituito il 9 giugno 1993. Sciolto nel febbraio 1994, alcune unità vennero incorporate nel VII Corpo d'armata e le altre nel IV Corpo d'armata. |
| VII Corpo d'armata                  | Travnik           | Il corpo d'armata era uno dei più importanti in quanto liberò molti territori all'interno della Bosnia centrale. Il corpo d'armata fu famoso per il successo ottenuto con la conquistaa del Monte Vlašić, che fu un punto strategico per tutte e 3 le parti in guerra. |
| 28ª Divisione Indipendente Podrinje | Srebrenica        | Quest'unità non era classificata come un corpo d'armata, piuttosto come una divisione indipendente perché la divisione non era collegata a nessun corpo d'armata all'interno della regione. Questa divisione era responsabile delle operazioni militari attorno all'enclave di Srebrenica. |
| 81ª Divisione indipendente Podrinje | Goražde           | Quest'unità non era classificata come un corpo d'armata, piuttosto come una divisione indipendente perché la divisione non era collegata a nessun corpo d'armata all'interno della regione. Questa divisione era responsabile delle operazioni militari attorno all'enclave di Goražde. |

### Unità e centri di stato maggiore
| Nome                                 | Quartier generale | Informazioni |
| ------------------------------------ | ----------------- | --- |
| 120ª Brigata leggera "Cigni Neri"    | Tuzla             | La 120ª Brigata leggera "Cigni Neri" era un'unità d'élite responsabile di operazioni ad alto rischio, principalmente operazioni bersaglio di alto valore come l'eliminazione delle posizioni di artiglieria/bunker/tiratori intorno alla città di Sarajevo e Tuzla. L'unità ebbe una lunga storia, dato che esistette prima dell'esercito ufficiale nella Lega Patriottica e quindi nella Difesa Territoriale come unità speciale per scopi specifici.              |
| Brigata della Guardia "Delta"        | Sarajevo          | La Brigata della Guardia "Delta" era un'unità d'élite che esistette nell'esercito bosniaco fino a quando non si sciolse un anno dopo perché si stimò che il suo personale comandante fosse fedele al generale dell'esercito. Il controspionaggio bosniaco era stato infiltrato da persone che stavano fornendo informazioni alla parte nemica. Con alte posizioni esse convinsero il presidente che l'unità avrebbe eseguito un colpo di Stato contro il governo.   |
| Brigata della Guardia                | Sarajevo          | La Brigata della Guardia venne formata come una forza di schieramento rapido abbastanza tardi nella guerra. Sarebbe stata piena di gente proveniente da un battaglione di polizia militare a Sarajevo e infine da altre formazioni. Oltre ai compiti di combattimento, la brigata forniva anche la sicurezza allo stato maggiore e aveva una squadra d'onore per l'accoglienza delle cerimonie in onore delle delegazioni e degli ospiti della presidenza bosniaca. |
| Centro logistico principale          | Visoko            | Il Centro logistico principale era il deposito più importante dell'esercito bosniaco. |
| Centro scolastico militare           | Zenica            | Il Centro scolastico militare venne utilizzato per addestrare ed educare i soldati bosniaci sulle tattiche e sulle conoscenze militari. |
| Alto Comando delle dottrine militari | Sarajevo          | L'Alto Comando delle dottrine militari era responsabile della ricerca delle dottrine militari durante la guerra. |

### Forze di polizia
| Nome                                                | Quartier generale | Informazioni |
| --------------------------------------------------- | ----------------- | --- |
| Ministero degli Affari Interni                      | Sarajevo          | Il Ministero degli Affari Interni è stato l'organo di governo delle forze di polizia nello stato dal 1992 al 1995. |
| Distaccamento di polizia per scopi speciali "Bosna" | Sarajevo          | Il Distaccamento di polizia per scopi speciali "Bosna" è stata la prima forza di polizia speciale che è cresciuta da quella della precedente repubblica. Reso iconico da Dino Merlin e dalla sua canzone Vojnik Srece che ha dedicato all'unità. Durante l'addestramento e l'equipaggiamento, questa unità guardò alla forza di polizia speciale tedesca GSG-9. |
| Distaccamento di polizia per scopi speciali "Lasta" | Sarajevo          | Il Distaccamento di polizia per scopi speciali "Lasta" è stata la seconda forza di polizia speciale creata da una decisione presa dal Ministero degli Affari Interni. Mentre l'altra squadra speciale di polizia si concentrava sui combattimenti a Sarajevo, questa squadra era accessibile a combattere in tutte le aree sotto il controllo del governo.      |

### Stato maggiore bosniaco

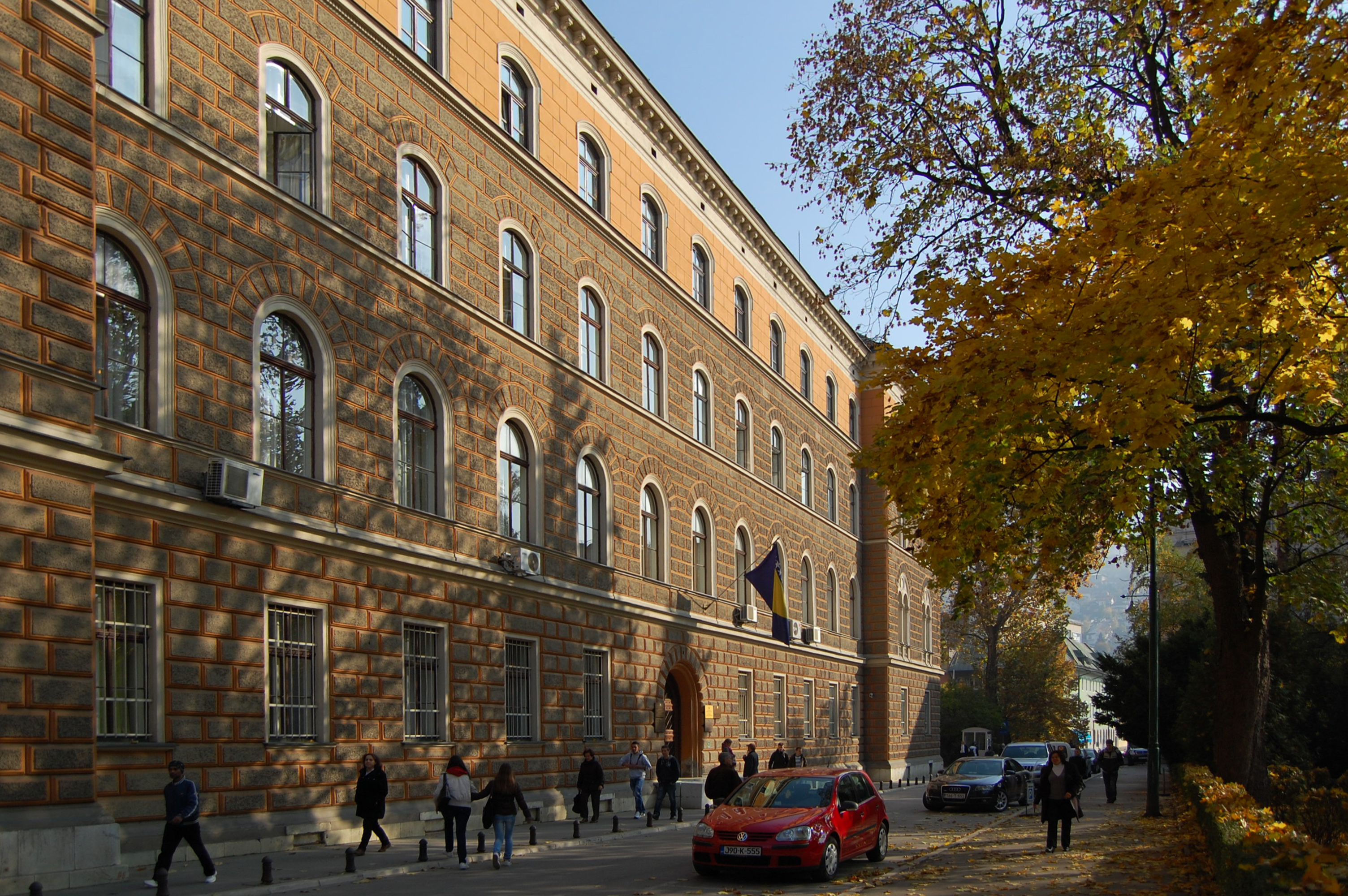
Comando supremo dell'Esercito della Repubblica di Bosnia ed Erzegovina nel centro di Sarajevo

- Alija Izetbegović (comandante supremo delle forze armate bosniache)
- Hasan Efendić (primo comandante della Forza di difesa territoriale della Repubblica di Bosnia ed Erzegovina)
- Sefer Halilović (capo di stato maggiore e comandante dell'esercito bosniaco, 1992–1993)
- Rasim Delić (comandante di stato maggiore e dell'esercito bosniaco, 1993–1995)
- Jovan Divjak (vicecomandante ARBIH, 1992–1995)
- Stjepan Šiber (vicecomandante ARBIH, 1992–1995)

#### Comandanti di corpo d'armata
- Mustafa Hajrulahović Talijan (primo comandante del I Corpo d'armata)
- Vahid Karavelić (secondo comandante del I Corpo d'armata)
- Nedžad Ajnadžić (terzo comandante del I Corpo d'armata)
- Željko Knez (primo comandante del II Corpo d'armata)
- Hazim Šadić (secondo comandante del II Corpo d'armata)
- Sead Delić (terzo comandante del II Corpo d'armata)
- Enver Hadžihasanović (primo comandante del III Corpo d'armata)
- Mehmed Alagić (secondo comandante del III Corpo d'armata, primo comandante del VII Corpo d'armata)
- Kadir Jusić (terzo comandante del III Corpo d'armata)
- Sakib Mahmuljin (quarto comandante del III Corpo d'armata)
- Arif Pašalić (primo comandante del IV Corpo d'armata)
- Sulejman Budaković "Tetak" (secondo comandante del IV Corpo d'armata)
- Ramiz Dreković (primo comandante del V Corpo d'armata, terzo comandante del IV Corpo d'armata)
- Atif Dudaković (secondo comandante del V Corpo d'armata)
- Salko Gušić (primo comandante del VI Corpo d'armata)
- Galib Hodžić (secondo comandante del VI Corpo d'armata)
- Zaim Imamović (comandante del Gruppo operativo della Bosnia orientale)
- Blaž Kraljević (comandante del HOS e membro dei capi di stato maggiore dell'esercito bosniaco)
- Mustafa Polutak (quarto comandante del IV Corpo d'armata)
- Dino Aljić (comandante della Brigata della Guardia "Delta" e della 117ª Brigata musulmana)

## Equipaggiamento

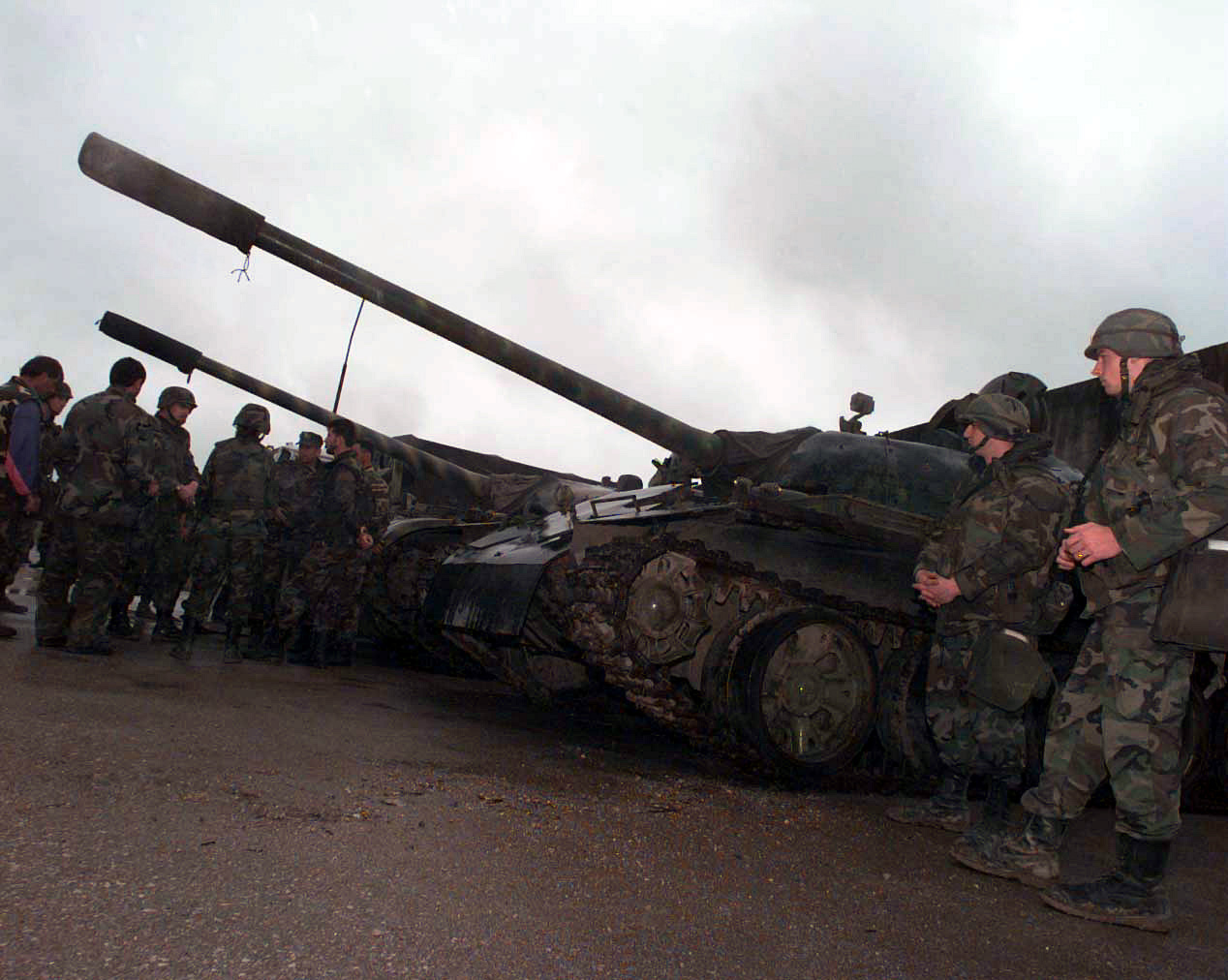
Carri armati T-55 appartenenti alla 28ª Divisione, 281ª Brigata, 1º Battaglione carri, di stanza a Visca.

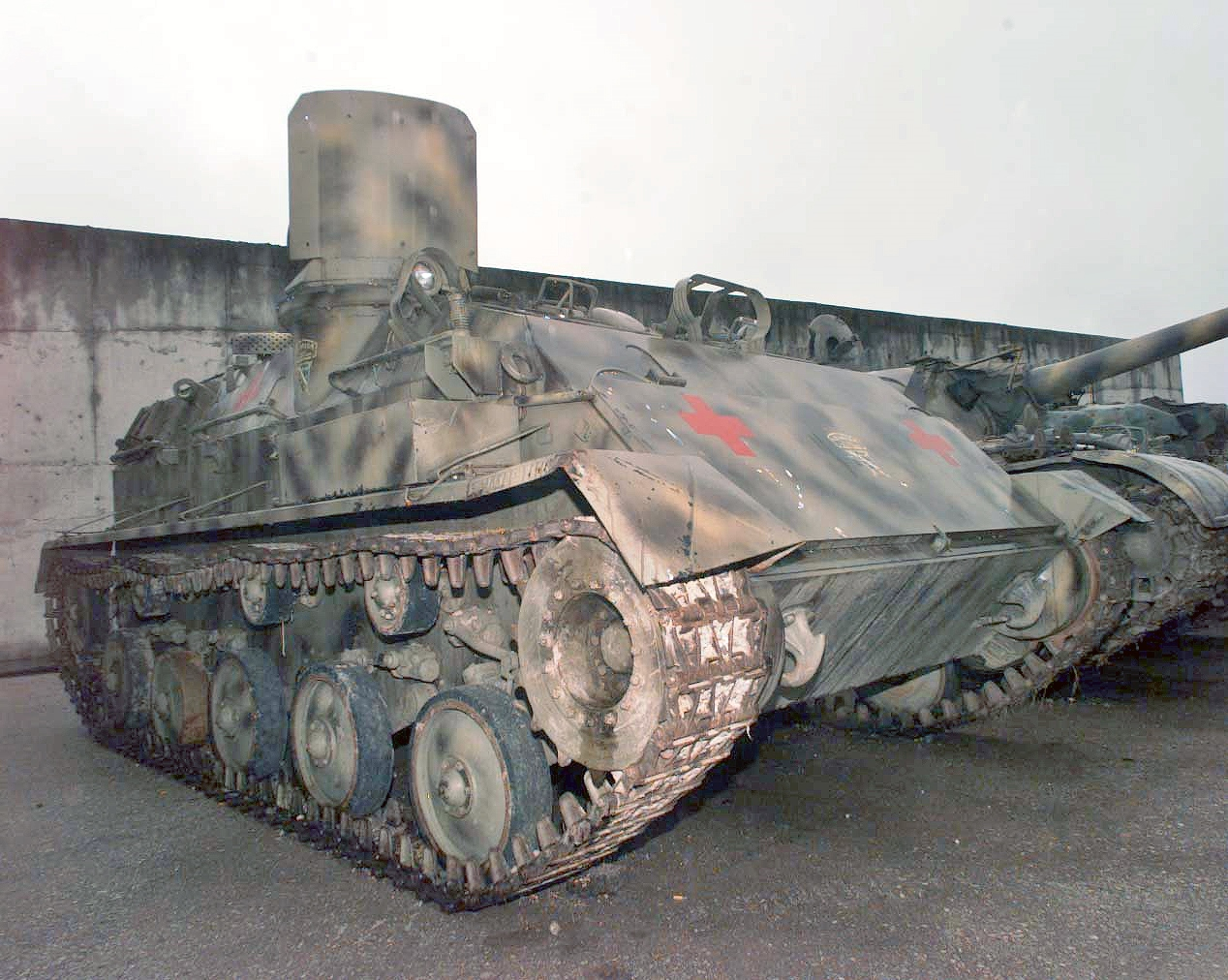
Veicolo trasporto truppe OT M-60 appartenente alla 28ª Divisione, 281ª Brigata, 1º Battaglione carri, di stanza a Visca.

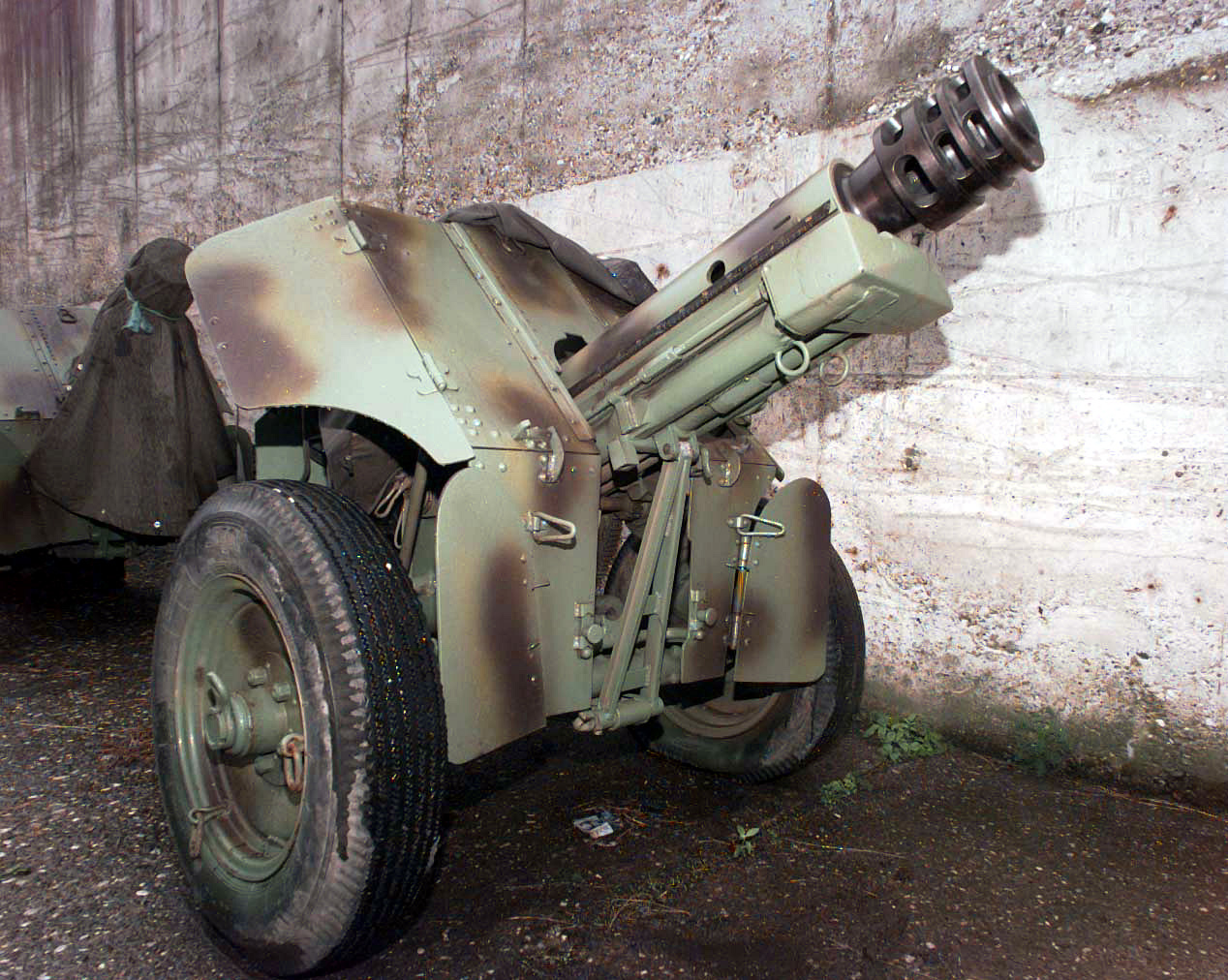
Una vista ravvicinata di un cannone da montagna M48 76mm appartenente alla 28ª Divisione, 281ª Brigata, 1º Battaglione carri, di stanza a Visca.

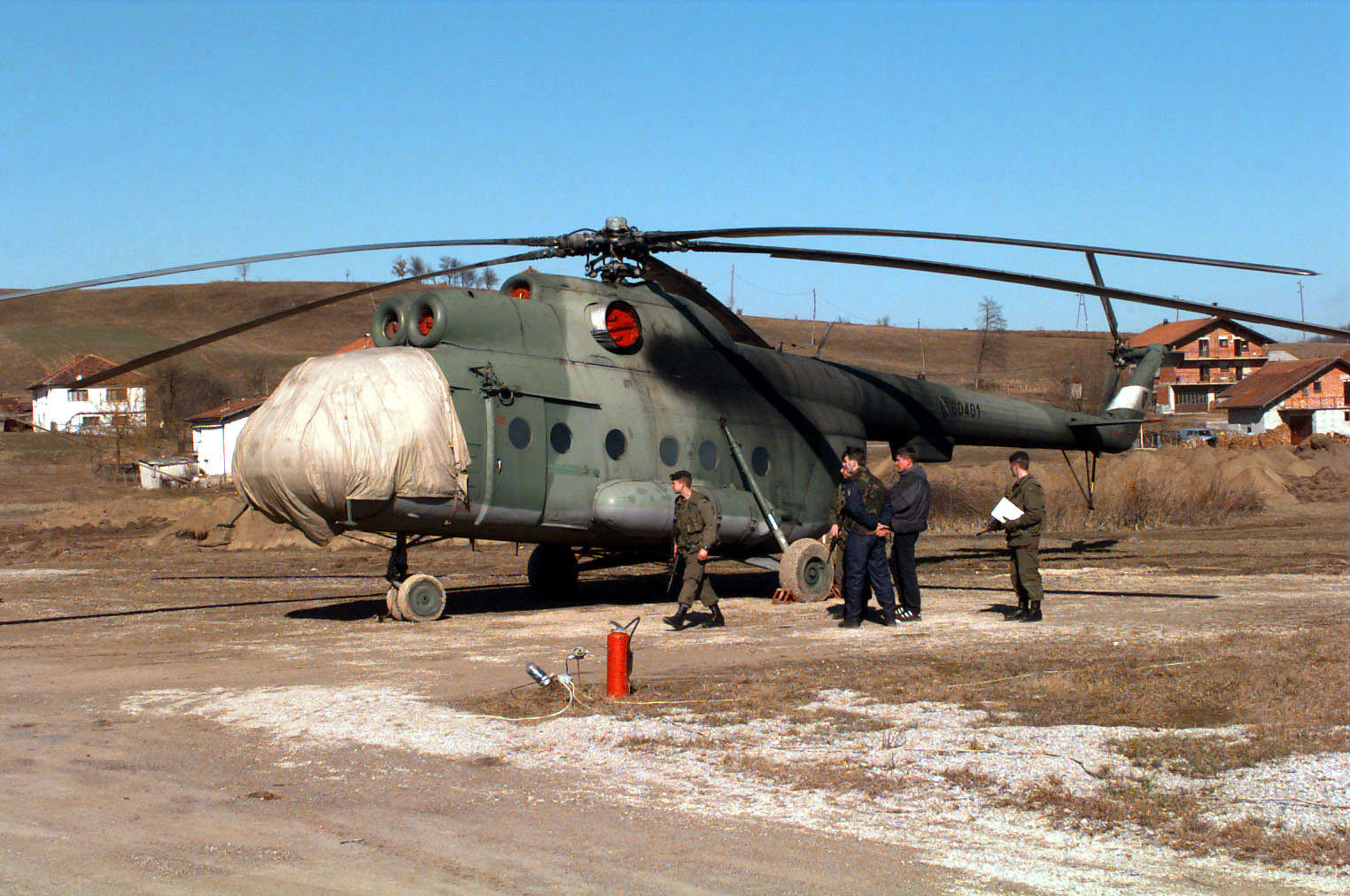
Gli aerei principali dell'ARBiH erano gli elicotteri Mi-8 e Mi-17. Ecco un Mi-8T esposto al personale della SFOR durante un'ispezione all'Aerodromo di Ćoralići.

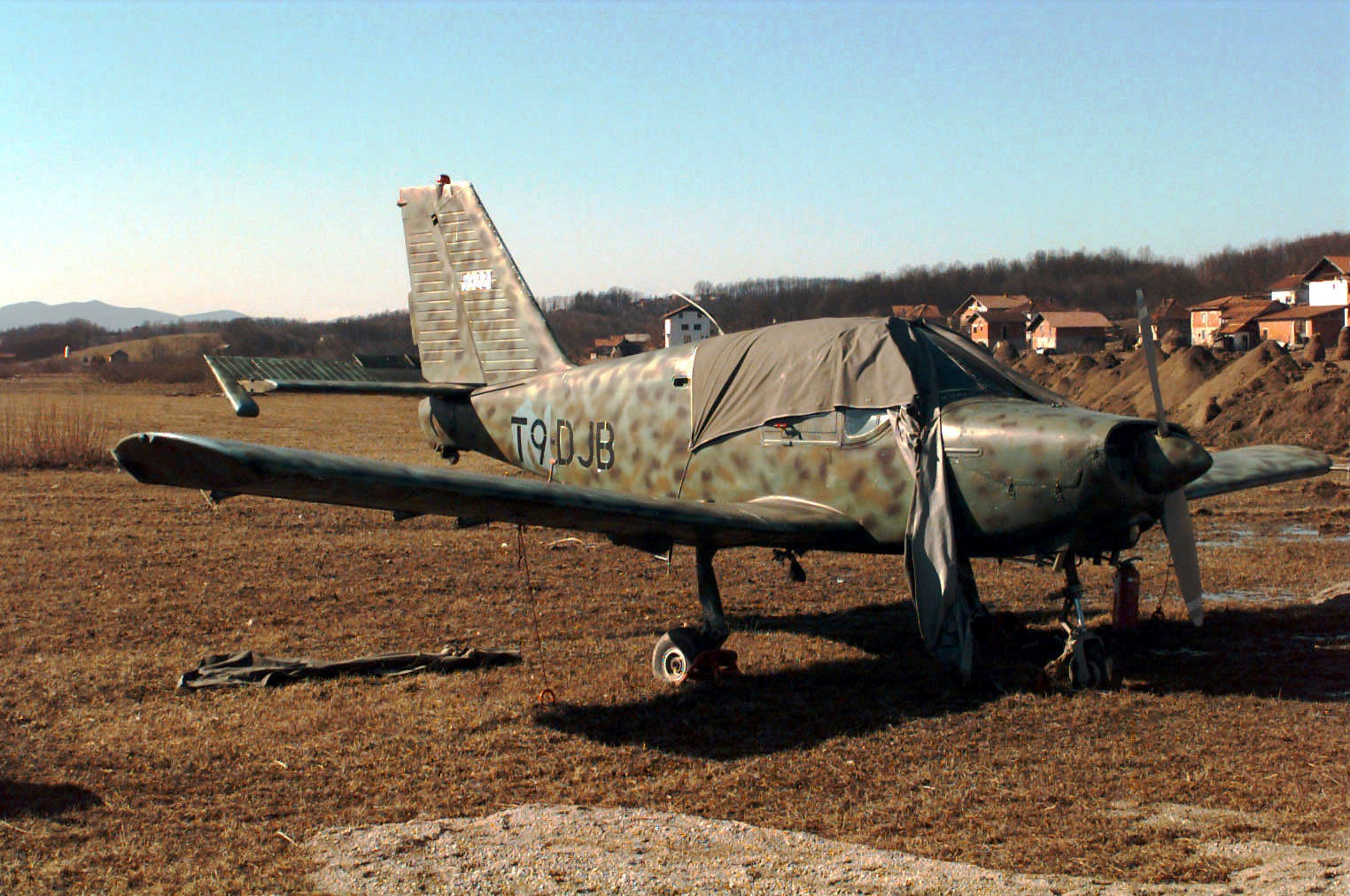
Un aereo commerciale leggero UTVA-75 dell'esercito bosniaco esposto come un manufatto nell'aerodromo di Ćoralići.in Bosnia ed Erzegovina.

### Armi di fanteria dell'Esercito della Repubblica di Bosnia ed Erzegovina

#### Fucili d'assalto e mitragliatrici
| Nome                 | Origine          | Tipo                                    | Note                                                                           |
| -------------------- | ---------------- | --------------------------------------- | ------------------------------------------------------------------------------ |
| MG42                 | Germania         | Mitragliatrice                          | Modello specifico della seconda guerra mondiale                                |
| Zastava M53          | Jugoslavia       | Mitragliatrice                          | Fornita da vecchie caserme JNA in gran numero                                  |
| M2 Browning          | Stati Uniti      | Mitragliatrice                          | Catturata                                                                      |
| DShK                 | Unione Sovietica | Mitragliatrice                          | Catturata e contrabbandata                                                     |
| NSV                  | Unione Sovietica | Mitragliatrice                          | Catturata, in numero minore                                                    |
| M48 Mauser           | Jugoslavia       | Fucile a otturatore girevole-scorrevole | Alcuni usati come fucili di precisione, dotati di mirino telescopico ZRAK 4x32 |
| PAP M59/66           | Jugoslavia       | Fucile semiautomatico                   | In gran numero, usato come fucile di precisione o da paramilitare              |
| Zastava M72          | Jugoslavia       | Fucile d'assalto                        | In gran numero                                                                 |
| Zastava M76          | Jugoslavia       | Fucile di precisione                    | Catturato/contrabbandato                                                       |
| Heckler & Koch MP5   | Germania Ovest   | Pistola mitragliatrice                  | Catturata/contrabbandata, usata principalmente dalla polizia militare          |
| AK-47 e sue varianti | Unione Sovietica | Fucile d'assalto                        | In gran numero, principalmente il rumeno PM md. 63                             |
| Zastava M70          | Jugoslavia       | Fucile d'assalto                        | In gran numero                                                                 |
| Škorpion vz. 61      | Jugoslavia       | Pistola mitragliatrice                  | Designata come M84 Škorpion                                                    |
| Dragunov             | Unione Sovietica | Fucile di precisione                    | Contrabbandato                                                                 |
| G3                   | Germania Ovest   | Fucile d'assalto                        | In numeri bassi                                                                |
| Zastava M84          | Jugoslavia       | Mitragliatrice                          | In gran numero                                                                 |
| Zastava M80          | Jugoslavia       | Fucile d'assalto                        | Catturato in piccoli numeri                                                    |
| Thompson             | Stati Uniti      | Mitra                                   | In numeri bassi (tutti forniti dalle vecchie caserme JNA)                      |

#### Pistole
| Pistola | Origine          | Tipo    | Versioni | Note |
| ------- | ---------------- | ------- | -------- | ---- |
| TT      | Unione Sovietica | Pistola |          |      |
| CZ-99   | Jugoslavia       | Pistola |          |      |

#### Armi anticarro
| Nome        | Origine          | Tipo              | Versioni             | Note                                                                                  |
| ----------- | ---------------- | ----------------- | -------------------- | ------------------------------------------------------------------------------------- |
| M80 Zolja   | Jugoslavia       | Lanciarazzi       |                      | 64 millimetri (6,4 cm)                                                                |
| M79 Osa     | Jugoslavia       | Lanciarazzi       |                      | 90 millimetri (9,0 cm)                                                                |
| AT-3 Sagger | Unione Sovietica | Missile anticarro |                      |                                                                                       |
| HJ-8        | Cina (bandiera)  | Missile anticarro | Baktar-Shikan, HJ-8E | Venne rifornito all'ARBiH nel 1993-1995 dall'Inter-Services Intelligence del Pakistan |
| RPG-7       | Unione Sovietica | RPG               |                      |                                                                                       |
| M90         | Jugoslavia       | Lanciarazzi       |                      | 120 millimetri (12 cm)                                                                |

### Artiglieria
| Artiglieria | Origine          | Tipo                 | Versioni         | Note           |
| ----------- | ---------------- | -------------------- | ---------------- | -------------- |
| D-30        | Unione Sovietica | Obice                | D-30J            | Catturato      |
| BM-21 Grad  | Unione Sovietica | Lanciarazzi multiplo | BM-21 Grad/RM-70 |                |
| M-63        | Jugoslavia       | Lanciarazzi multiplo | M-63 Plamen      |                |
| M-77        | Jugoslavia       | Lanciarazzi multiplo | M-77 Oganj       |                |
| M-87        | Jugoslavia       | Lanciarazzi multiplo |                  | Pochi          |
| Type 63     | Cina             | Lanciarazzi multiplo |                  | In gran numero |

### Carri armati
| Carro armato | Origine          | Tipo                          | Note                     |
| ------------ | ---------------- | ----------------------------- | ------------------------ |
| T-34         | Unione Sovietica | Carro armato da combattimento | 5 carri armati in mostra |
| M-84         | Jugoslavia       | Carro armato da combattimento | Catturato, 3 veicoli.    |
| T-55         | Unione Sovietica | Carro armato da combattimento | 60 carri armati          |
| PT-76        | Unione Sovietica | Carro armato leggero          |                          |
| M47 Patton   | Stati Uniti      | Carro armato da combattimento | 13                       |

### Veicoli trasporto truppe
| APC      | Origine          | Note                               |
| -------- | ---------------- | ---------------------------------- |
| BVP M-80 | Jugoslavia       |                                    |
| OT M-60  | Jugoslavia       |                                    |
| BOV      | Jugoslavia       | Dalla polizia e catturato dal VRS. |
| BRDM-2   | Unione Sovietica | ~3 veicoli                         |

### Semoventi antiaerei
| Sistema      | Origine          | Note        |
| ------------ | ---------------- | ----------- |
| ZSU-57-2     | Unione Sovietica | <10 veicoli |
| M53/59 Praga | Cecoslovacchia   | <5 veicoli  |

### Artiglieria antiaerea
| Sistema      | Origine          | Note                                                |
| ------------ | ---------------- | --------------------------------------------------- |
| Bofors 40 mm | Svezia           |                                                     |
| ZU-23-2      | Unione Sovietica | Utilizzato principalmente contro bersagli terrestri |

### Semoventi d'artiglieria
| Sistema      | Origine          | Note                    |
| ------------ | ---------------- | ----------------------- |
| 2S1 Gvozdika | Unione Sovietica | (catturato nel 1994-95) |
| M36          | Stati Uniti      |                         |
| M18 Hellcat  | Stati Uniti      |                         |